# Little Criminals
Little Criminals is een album uit 1977 van de Amerikaanse singer-songwriter Randy Newman. Opvallend is dat The Eagles en hun entourage een instrumentale en vocale bijdrage leveren aan dit album. Het is Newmans vijfde studioalbum.
Bekendste nummer op het album is openingstrack Short People, een nummer waarin Newman discriminatie op de hak neemt, zoals in de regel "They got little hands and little eyes and they walk around tellin' great big lies". Het nummer schiep een controverse rondom de zanger, omdat veel Amerikanen de door hem beoogde ironie niet begrepen.

## Tracklist
1. Short People - 2:57
2. You Can't Fool the Fat Man - 2:46
3. Little Criminals - 3:06
4. Texas Girl at the Funeral of Her Father - 2:43
5. Jolly Coppers on Parade - 3:49
6. In Germany Before the War - 3:42
7. Sigmund Freud's Impersonation of Albert Einstein in America - 2:53
8. Baltimore - 4:05
9. I'll Be Home - 2:48
10. Rider in the Rain - 3:54
11. Kathleen (Catholicism Made Easier) - 3:37
12. Old Man on the Farm - 2:13